# Гомасар
Гомасар (перс. هماسر) — село в Ірані, у дегестані Лісар, у бахші Карґан-Руд, шагрестані Талеш остану Ґілян. За даними перепису 2006 року, його населення становило 24 особи, що проживали у складі 5 сімей.

## Клімат
Середня річна температура становить 11,86 °C, середня максимальна – 26,09 °C, а середня мінімальна – -2,47 °C. Середня річна кількість опадів – 571 мм.
| Клімат поселення                              | Клімат поселення | Клімат поселення | Клімат поселення | Клімат поселення | Клімат поселення | Клімат поселення | Клімат поселення | Клімат поселення | Клімат поселення | Клімат поселення | Клімат поселення | Клімат поселення | Клімат поселення |
| Показник                                      | Січ.             | Лют.             | Бер.             | Квіт.            | Трав.            | Черв.            | Лип.             | Серп.            | Вер.             | Жовт.            | Лист.            | Груд.            |                  |
| Середній максимум, °C                         | 9,23             | 7,99             | 9,84             | 14,51            | 19,44            | 23,94            | 26,09            | 25,67            | 21,20            | 17,69            | 12,61            | 9,48             |                  |
| Середня температура, °C                       | 4,00             | 2,75             | 4,61             | 9,28             | 14,20            | 18,72            | 22,10            | 21,67            | 17,20            | 13,68            | 8,62             | 5,50             |                  |
| Середній мінімум, °C                          | −1,22            | −2,47            | −0,62            | 4,04             | 8,96             | 13,48            | 18,10            | 17,69            | 13,22            | 9,70             | 4,62             | 1,52             |                  |
| Норма опадів, мм                              | 43               | 41               | 59               | 58               | 51               | 27               | 14               | 23               | 53               | 86               | 62               | 54               |                  |
| Середньомісячна швидкість вітру, м/с          | 2.14             | 2.50             | 2.49             | 2.59             | 2.30             | 2.13             | 2.45             | 2.30             | 2.02             | 2.00             | 2.30             | 2.05             |                  |
| Середньомісячна сонячна радіація, кДж/м²·день | 6928             | 9393             | 11564            | 15840            | 19491            | 22179            | 23142            | 19597            | 16043            | 11062            | 8329             | 6528             |                  |
| --------------------------------------------- | ---------------- | ---------------- | ---------------- | ---------------- | ---------------- | ---------------- | ---------------- | ---------------- | ---------------- | ---------------- | ---------------- | ---------------- | ---------------- |
| Джерело:                                      |                  |                  |                  |                  |                  |                  |                  |                  |                  |                  |                  |                  |                  |